# Bletchley
Bletchley – miasto w Wielkiej Brytanii, w Anglii, w regionie South East England, w hrabstwie Buckinghamshire. Leży 16,7 km od miasta Buckingham, 20,4 km od miasta Aylesbury i 70,2 km od Londynu. W 2001 roku miasto liczyło 47 176 mieszkańców.
Znane z siedziby kryptologów Bletchley Park.